# Государственный архив Ивановской области
Государственный архив Ивановской области (ГБУИО ГАИО) — государственное бюджетное учреждение Ивановской области, крупнейшее хранилище ретроспективной документной информации по истории региона, главный архив Ивановской области. Ивановский архив является одним из крупнейших региональных архивов в России.

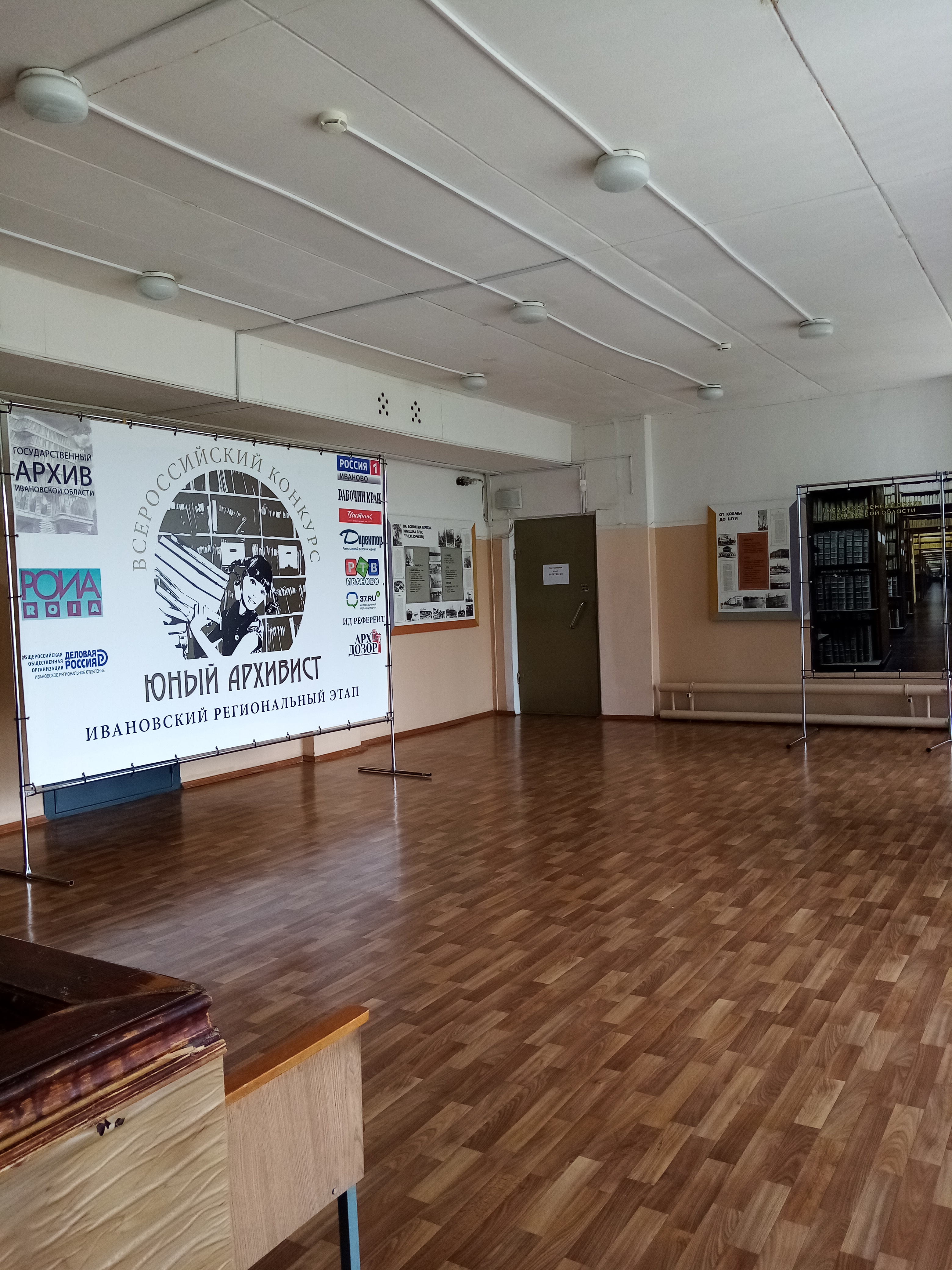
Фойе на 2-м этаже главного здания ГАИО (ул. Куконковых, д. 1).

## История
История архива начинается 12 марта 1919 года, когда в Иваново-Вознесенске состоялось заседание инициативной группы по созданию архивной комиссии, что положило начало организационному периоду в истории архивного дела в регионе. Председателем комиссии был избран Павел Андреевич Сакулинский, управляющий делами Иваново-Вознесенского горсовета, ставший также уполномоченным Главного архивного управления по Иваново-Вознесенской губернии и первым руководителем губернского архива.  1 июля 1919 года Иваново-Вознесенское губернское архивное бюро начало свою деятельность, и в этот же день поступили первые документы Иваново-Вознесенской городской управы. В состав комиссии, помимо П. А. Сакулинского, вошли Н. Ф. Бельчиков, П. А. Сакулинский, А. В. Стрельцов, А. В. Созонов и А. Е. Малышев.
В первые годы становления архивной службы губернией руководили:
- Павел Андреевич Сакулинский (1919—1920) — первый руководитель губернского архива, заложивший основы архивного дела в регионе.
- Иван Иванович Власов (1920—1922) — юрист, краевед и общественный деятель, продолживший работу по комплектованию архива.
- Яков Александрович Осипов (1922—1928) — статистик, уделявший внимание развитию сети архивных учреждений.

В 1922 году был создан архив Октябрьской революции. В 1929—1930 годах, в связи с образованием Ивановской промышленной области, областное архивное бюро возглавил Олимпий Иванович Обменин, ставший первым руководителем областной архивной службы в новый административно-территориальный период. В 1930—1934 годах Ивановское областное архивное бюро (управление) возглавлял Григорий Иванович Петровичев, продолживший работу по развитию архивной службы и улучшению условий хранения документов.
В 1933—1938 годах архивным управлением заведовали:
- Арсений Михайлович Ветлин (1933—1936)
- Александр Иванович Иванов (1936—1938).

В период руководства А. М. Ветлина в 1933—1936 годах произошло обрушение части здания архивохранилища в местечке Воробьёво, что привело к повреждению и гибели части документов. А. М. Ветлин и А. И. Иванов были репрессированы в 1938 году, впоследствии реабилитированы.
В 1938—1939 годах архивное управление возглавлял Александр Михайлович Лепорский, участник Великой Отечественной войны, затем ставший военным журналистом. В сложный период начала Великой Отечественной войны, с октября 1941 года по январь 1942 года, исполняющей обязанности начальника архивного отдела была Алевтина Васильевна Козлова, ставшая первой в истории Ивановской области женщиной во главе архивной службы и первым дипломированным историком-архивистом региона . В 1941 году архивы были объединены в Государственный архив Ивановской области. В 1999 году к государственному архиву был присоединен Центр документации новейшей истории Ивановской области (бывший партийный архив).
Вклад первых руководителей:
П. А. Сакулинский заложил основы архивного дела в губернии, начав централизацию документов и формирование губернского исторического архива. И. И. Власов продолжил работу по комплектованию архива и привлек к работе образованных специалистов. В период руководства Я. А. Осипова была расширена сеть архивных учреждений в губернии. О. И. Обменин стал первым руководителем областного архивного бюро в период Ивановской промышленной области. Г. И. Петровичев продолжил работу по укреплению материально-технической базы архива.
В читальном зале архива размещены портреты первых руководителей, а также Павла Михайловича Экземплярского и других деятелей архивной службы.
Среди ветеранов и легенд архивной службы особо отмечаются :
- Виктор Андреевич Бабичев (1901-1997) - начальник Ивоблгосархива (1942-1946), заведующий архивным отделом УМВД (Ивановского облисполкома) (1949-1969), автор многочисленных книг и статей по истории Ивановской области,  редактор Путеводителя по фондам ГАИО (1962). Награжден медалью «За победу над Германией в Великой Отечественной войне 1941-45 гг.».
- Вячеслав Павлович Терентьев (1940-2018) - кандидат исторических наук, в 1976 –1991 гг. - заведующий партийным архивом Ивановской области, в 1991-1999 гг. - директор Центра документации новейшей истории Ивановской области, в 1999-2006 - зам. директора ГАИО, специалист по истории КПСС, автор изданий по истории Великой Отечественной войны, руководитель творческой группы областной Книги Памяти в 7 томах.
- Людмила Демьяновна Солоницына — ветеран архивного дела с 49-летним стажем, специалист по истории КПСС и один из создателей областной Книги памяти.
- Людмила Николаевна Лисицына — директор архива на протяжении 32 лет, общий стаж архивной работы около 40 лет.
- Марианна Рудольфовна Малыгина — Почётный архивист Ивановской области, проработавшая в архиве более 40 лет.
- Надежда Владимировна Кочанова (скончалась в 2021 году) — Почётный архивист России, возглавлявшая отделы публикации и использования документов и документов по социально-правовой защите граждан, воспитавшая не одно поколение архивистов.
- Ольга Ивановна Захарова (скончалась в 2021 году) — Почётный архивист Ивановской области, разработчик методологии исполнения генеалогических запросов, награждена Медалью ордена «За заслуги перед Отечеством» II степени.

В настоящее время в архиве работает ученик Ольги Захаровой, главный археограф, кандидат исторических наук Егор Сергеевич Бутрин, получивший премию «Вечный вклад» за исследование «Небурчиловское наследство Иваново-Вознесенска».

## Фонды
По состоянию на 1 января 2025 года в областном архиве хранится 6243 архивных фондов и коллекций, насчитывающих 2 012 272 единицы хранения, включая 1 990 245 единиц хранения на бумажной основе, 22 004 фотодокументов и 23 фонодокумента. Хронологические рамки документов охватывают период со 2-й половины XVI века по 2023 год. Самым ранним документом является грамота великого князя Ивана Ивановича (Молодого) 1484/1485 года, внесённая в Государственный реестр уникальных документов Российской Федерации. Около 100 единиц хранения датируются 1578–1626 годами и представлены грамотами, указами, челобитными и другими документами XVI—XVII веков.
Документы архива отражают различные аспекты истории региона:
- Образование города Иваново-Вознесенска и Иваново-Вознесенской губернии.
- Развитие текстильной и других отраслей промышленности.
- Социальную сферу, культуру и искусство.
- Деятельность органов государственной власти и управления[1].

Основную часть документов на бумажной основе составляет управленческая документация (90,11 %). Также в архиве хранятся документы личного происхождения (0,8 %), научно-техническая документация (0,48 %) и документы по личному составу ликвидированных учреждений (8,61 %).  Документы подразделяются на три группы: документы советского и постсоветского периода (51,5 %), документы партийных органов (36,36 %) и документы дореволюционного периода (12,14 %).
Дореволюционный фонд архива содержит ценную информацию по истории городов и уездов, экономическому развитию региона, истории православной церкви и образования. В фондах личного происхождения и архивных коллекциях имеются автографы А. В. Суворова, М. В. Фрунзе, А. Н. Островского, Ф. И. Шаляпина и других известных деятелей.  Коллекция документов семьи Ивана Ивановича Власова, переданная в архив его дочерью из Москвы, также является ценным дополнением к фондам.
Документы советского и постсоветского периодов подробно освещают историю Иваново-Вознесенской губернии и Ивановской области. Значительный массив документов относится к периоду Великой Отечественной войны. Научно-техническая документация представлена проектами городов и промышленных объектов. Фонды личного происхождения содержат биографические материалы и переписку известных уроженцев и жителей области.
Архив располагает богатой коллекцией фотодокументов, самые ранние из которых относятся к концу XIX века, и фонодокументами (с 1959 по 1991 год).
В составе Архивного фонда Российской Федерации документы Государственного архива Ивановской области занимают важное место, около 27 тысяч единиц хранения отнесены к разряду особо ценных.  Уникальным документом является грамота Великого князя Ивана Ивановича Молодого 1484/1485 годов, подлинность которой была подтверждена профессором С. М. Каштановым.

## Современное состояние
Государственный архив Ивановской области размещается в трёх зданиях.
- ул. Куконковых, д. 1 — администрация архива и архивохранилища документов дореволюционного, советского и постсоветского периодов. В этом здании ведётся прием граждан и работает читальный зал[2].
- ул. Пушкина, д. 22 — хранилище документов специальных фондов и современной документации.
- ул. Сосновая, д. 16-б — архивохранилище документов по личному составу ликвидированных организаций[1].

Архив активно сотрудничает с учреждениями культуры, искусства и образования, проводя совместные выставки и предоставляя документы для исследовательских и экспозиционных целей. Примерами такого сотрудничества являются выставки с Ивановским областным краеведческим музеем имени Д. Г. Бурылина, музеем сыра, Сокольским народным музеем, Палехским музеем и другими организациями.
Основные функции архива — комплектование, хранение, учёт и использование архивных документов. Архивная служба обеспечивает сохранность документов, в том числе путем реставрации наиболее ценных и поврежденных дел . Архив комплектуется документами 175 организаций федерального и областного значения и 35 фондодержателей.
Приоритетным направлением является информационное обеспечение органов власти, организаций и граждан. Архив исполняет социально-правовые и тематические запросы, предоставляет доступ исследователям в читальных залах, количество генеалогических запросов от граждан в последние годы возросло. В целях популяризации архивных документов проводятся выставки, публикации в СМИ, уроки для школьников и лекции.
В архиве ведется работа по информатизации и автоматизации архивных процессов, оцифровке архивных фондов. Особое внимание уделяется научно-исследовательской и публикационной работе. Архив издает сборники документов и научно-популярные издания, специалисты выступают на конференциях и публикуют статьи.
Директор Государственного архива Ивановской области Александр Михайлович Семененко отмечает, что авторитет архива основан на «гармоничном сочетании традиций, бережно сохранённых годами, и инноваций» и подчеркивает важную роль департамента культуры и туризма Ивановской области в поддержке деятельности архива.
Особенности архивного строительства в регионе обусловлены историческим развитием края, тем, что до революции Иваново-Вознесенск был безуездным городом, а Иваново-Вознесенская губерния образовалась только в 1918 году из частей территорий Владимирской и Костромской губерний.